# Air Bubble
Air Bubble was een Nederlandse band, afkomstig uit Apeldoorn en Zwolle. De groep bestond uit de broers André, Ben en Henk Groote en Cor Mestebeld. In de zomer van 1976 scoorde Air Bubble een bescheiden hit met het nummer Racing car. Dit bereikte de 7e plaats in de Nederlandse Top 40 en de 9e plaats in de Nationale Hitparade.
André Groote maakte vanaf 1976 tevens naam met een carrière als paragnost en werd voornamelijk bekend door zijn bijdrage in het bekende radioprogramma Het zwarte gat van Veronica.
André is op 14 augustus 2019 overleden.
Ben Groote is in 2017 overleden aan een hartstilstand.

## Discografie

### Singles
| Single met eventuele hitnotering(en) in de Nederlandse Top 40 | Datum van verschijnen | Datum van binnenkomst | Hoogste positie | Aantal weken | Opmerkingen                     |
| ------------------------------------------------------------- | --------------------- | --------------------- | --------------- | ------------ | ------------------------------- |
| Racing car                                                    | 1976                  | 07-08-1976            | 7               | 9            | Nr. 9 in de Nationale Hitparade |
| Marble breaks                                                 | 1976                  | 25-12-1976            | tip11           | -            |                                 |
| Zeppelins of love                                             | 1977                  | 05-11-1977            | tip12           | -            |                                 |

| Single met hitnotering(en) in de Vlaamse Ultratop 50 | Datum van verschijnen | Datum van binnenkomst | Hoogste positie | Aantal weken | Opmerkingen                |
| ---------------------------------------------------- | --------------------- | --------------------- | --------------- | ------------ | -------------------------- |
| Racing car                                           | 1976                  | -                     |                 |              | Nr. 9 in de Radio 2 Top 30 |

### NPO Radio 2 Top 2000
| Nummer met noteringen in de NPO Radio 2 Top 2000 | '02  | '03  |
| ------------------------------------------------ | ---- | ---- |
| Racing Car                                       | 1713 | 1947 |

1. ↑  Een vetgedrukt getal geeft de hoogste notering aan.
2. ↑  2002 was het eerste jaar met een notering voor dit nummer.
3. ↑  Deze tabel is bijgewerkt tot en met de laatste editie (2024).